# Blakistonia hortoni
Espèce
Blakistonia hortoni est une espèce d'araignées mygalomorphes de la famille des Idiopidae.

## Distribution
Cette espèce est endémique d'Australie-Méridionale. Elle se rencontre dans la chaîne du Mont-Lofty.

## Description
Le mâle holotype mesure 10,0 mm.

## Étymologie
Cette espèce est nommée en l'honneur de Benjamin Horton.

## Publication originale
- Harrison, Rix, Harvey & Austin, 2018 : Systematics of the Australian spiny trapdoor spiders of the genus Blakistonia Hogg (Araneae: Idiopidae). Zootaxa, no 4518(1), p. 1-76.